# Raja Yoga

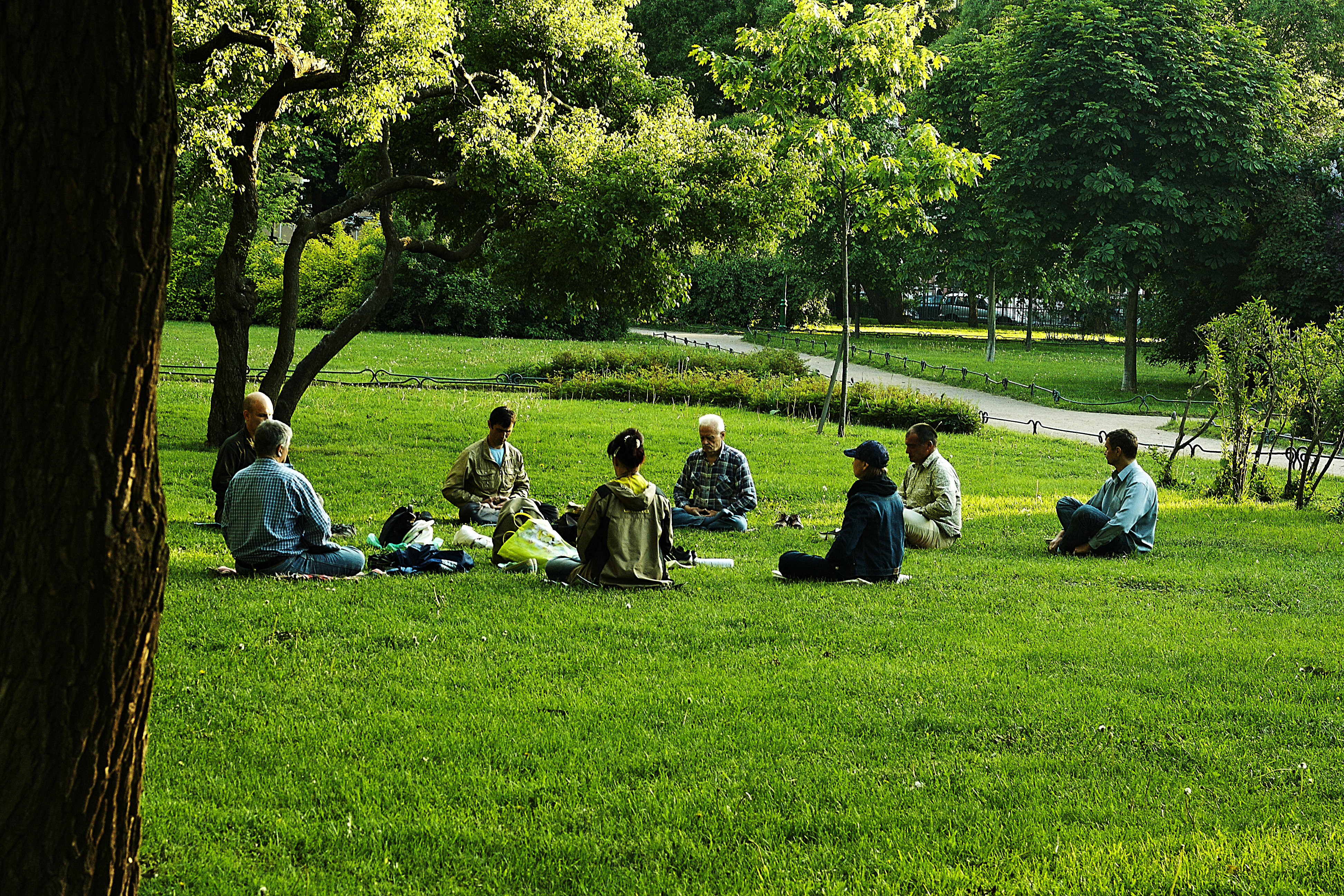
Raja Yoga in un parco

Il Raja Yoga, adattamento di Rāja Yoga (devanagari: राजयोग; lett.: "Yoga Regale"), è il nome con cui è nota la dottrina dello Yoga classico, originariamente esposta negli Yoga Sūtra, opera attribuita al filosofo indiano Patañjali (I - V sec. e.v.).

## Generalità
Gli Yoga Sūtra sono attribuiti al filosofo Patañjali, personaggio tradizionalmente collocato nel II sec. a.e.v. ma più probabilmente vissuto fra il II e il V secolo della nostra era. Oltre tale indeterminazione, ciò che appare invece certo è che lo Yoga esposto in quest'opera è la codifica di pratiche ben anteriori: il termine yoga compare infatti già nelle Upaniṣad col suo significato qui specifico: "unione". A Patañjali va però senz'altro il merito di aver dato un suo posto certo nell'ambito della filosofia indiana a quella che era una tradizione di carattere mistico. Fra le darśana ortodosse dell'induismo, cioè quelle dottrine teologico-filosofiche che sono ufficialmente riconosciute come significativamente rappresentative del mondo hindu, lo Yoga classico, o Yoga Darśana, è il "punto di vista" del Rāja Yoga di Patañjali insieme ai suoi numerosi commentari.
Gli Yoga Sūtra consistono di 196 sūtra, concise e significative frasi concepite per essere memorizzate con facilità, come era costume nelle tradizioni hindu, essendo quello orale il mezzo principale per condividere e tramandare il sapere. L'opera è divisa in quattro sezioni denominate pāda: Samādhi Pāda (la "congiunzione"); Sādhana Pāda (la "realizzazione"); Vibhūti Pāda (i "poteri"); Kaivalya Pāda (la "separazione"):

Dopo aver definito lo Yoga e discusso del samādhi, ultimo stadio del percorso yogico, nel secondo pāda Patañjali presenta l'aspetto pratico della disciplina introducendo il Kriyā Yoga (lo "Yoga dell'azione") e l'Aṣṭāṅga Yoga (lo "Yoga delle otto membra"). Nel terzo pāda egli prosegue con la descrizione dell'Aṣṭāṅga Yoga, elencando i cosiddetti "poteri extra-normali" che è possibile conseguire con la pratica dello Yoga. Tali poteri, egli chiarisce, non devono però distogliere lo yogin dalla realizzazione, dalla meta finale, che resta sempre quella della liberazione (il mokṣa) dal ciclo delle rinascite (il saṃsāra). Tale meta è possibile soltanto col samādhi, quello stadio in cui la coscienza (citta) è pacificata, in uno stato sovrarazionale, dove essenza e conoscenza si trovano in uno stato di "congiunzione". Nell'ultimo pāda Patañjali dà una veste filosofica alla pratica finora presentata coniugandola con la dottrina del Sāṃkhya: il samādhi consente finalmente di riconoscere la "separazione" fra spirito (puruṣa) e materia (prakṛti).

## Il Kriyā Yoga di Patañjali
Patañjali definisce il Kriyā Yoga come quell'aspetto dello Yoga che favorisce la via verso il samādhi, cioè verso il cammino descritto negli otto stadi dello Aṣṭāṅga Yoga. Così nel primo sūtra del secondo pāda:
(Yoga Sūtra, II.1; citato in Iyengar 2010, pp. 147-148)
Dunque, per il filosofo il Kriyā Yoga non è una disciplina a sé, una branca dello Yoga come in seguito sarà inteso da altre scuole e filosofi: egli elenca semplicemente quegli atti (kriyā, lett.: "azione"), quelle condizioni cioè necessarie alla via dello Yoga: la pratica, la conoscenza, la devozione. Sebbene egli non usi i termini karma (l'azione e i suoi effetti), bhakti (la devozione), jñāna (la conoscenza spirituale), questi tre aspetti in seguito, presso altri pensatori , daranno luogo, così come per il Kriyā Yoga, a tre branche dello Yoga: Karma Yoga, Bhakti Yoga, Jñāna Yoga.
Īśvara è generalmente reso con "Signore", volendo così indicare la rappresentazione personale del divino: è questo il termine che Patañjali adopera, e non fa così riferimento a nessun deva in particolare. D'altronde, come egli stesso esplicitamente chiarisce nel primo pāda, Īśvara è da intendersi, più che un dio, come un sommo spirito (puruṣa), un maestro ideale, insomma un modello dello yogin la cui figura può essere di ausilio nel cammino verso la realizzazione. Si tratta quindi di un ruolo non centrale, che Patañjali non riprenderà più nel corso dell'opera.

## Aṣṭāṅga Yoga: gli otto stadi
Gli stadi (āṅga, lett.: membra) in cui Patañjali architetta la via dello Yoga sono elencati nel ventinovesimo sūtra del secondo pāda:
(Yoga Sūtra, II.29; citato in Iyengar 2010, pp. 147-148)
Riassumendo, il filosofo così prosegue elencando via via i vari stadi e i relativi elementi:
1. Yama: astinenze; astensioni; freni; proibizioni; regole di comportamento. Queste sono:
- Ahimsa: non violenza; pacifismo;

La violenza cui qui si fa riferimento non è soltanto quella fisica ma anche quella verbale. Patañjali aggiunge (in II.35) che la non-violenza induce anche gli altri a essere altrettanto;
- Satya: sincerità; genuinità;
- Asteya: non rubare; temperanza;
- Brahmācarya: continenza; castità;

Il termine è generalmente reso con "castità", letteralmente vuol invece significare "seguace del Brahman" con riferimento al primo degli stadi della vita di un hindu che segue il percorso canonico di realizzazione spirituale. Tale stadio prevede, tra altre cose, la castità e lo studio dei Veda. Patañjali sostiene in II.38 che tale astinenza dona vigore;
- Aparigraha: non avidità; moderazione; rinuncia;

In II.37 l'autore commenta affermando che la rinuncia a impossessarci di ciò che non è nostro fa sì che ci giungano ben altre ricchezze;
2. Niyama: osservanze; discipline. Queste sono:
- Śauca: pulizia; purezza;

L'autore fa esplicito riferimento alla pulizia del corpo;
- Saṅtoṣa: appagamento; contentezza; soddisfazione;

Saṅtoṣa è da intendesi come "sapersi accontentare";
- Tapas: autodisciplina; fervore mistico; ardore; ascetismo;

Il significato etimologico del termine tapas è "calore", e in senso figurato sta a indicare l'austerità religiosa. Questo concetto risale già al vedismo, dove tapas era inteso come quel "calore" sviluppato internamente nell'impegno ascetico, un "calore magico" in grado di creare e dare la vita. Nelle successive Upaniṣad il tapas è invece interpretato come il "fuoco interiore" che corrisponde e sostituisce il fuoco reale del sacrificio vedico (lo yajña): col tapas si compie adesso un sacrificio tutto intimo, è una interiorizzazione del rituale vedico nel quale a essere offerte sono le funzioni fisiologiche anziché le libagioni, prime fra tutte la respirazione. Si intravede qui il quarto stadio dello Yoga di Patañjali, il prāṇāyāma, il controllo della respirazione, respirazione intesa come funzione corporea densa di significati cosmici.
- Svādhyāya: studio; applicazione;

Studio è qui da intendersi quello delle scritture sacre, la recitazione dei Veda;
- Īśvara praṇidhāna: abbandono al Signore;

Īśvara, il Signore, non è né un Dio creatore né un Dio che intervenga a giudicare o sostenere lo yogin nel suo percorso, sarà soltanto successivamente, con il diffondersi delle correnti devozionali, che la figura di Dio nello Yoga classico assumerà un ruolo più decisivo, all'insega dell devozione emotiva, la bhakti;
3. Āsana: posizione fisica; postura;
Mentre yama e niyama sono norme da osservare quotidianamente e possono essere intese come necessario corollario al percorso yogico propriamente inteso, quest'ultimo comincia invece con l'āsana. Patañjali menziona il termine soltanto in II.46, parlando genericamente di una qualsiasi posizione che risulti stabile e dia soddisfazione, comodità. Lo storico delle religioni rumeno Mircea Eliade mette in evidenza che l'importanza dell'āsana sta nell'immobilità del corpo: si tratta di una "concentrazione" del corpo in un'unica postura, con similitudine a quanto poi si farà con la dhāraṇā, concentrazione del pensiero su un unico oggetto;
4. Prāṇāyāma: controllo della respirazione e del flusso vitale;

Il termine è composto da prāṇa e āyāma, che sta per "allungamento", "espansione", mentre il primo è generalmente reso con "respiro vitale". Patañjali prosegue distinguendo un prāṇāyāma che segue i tre movimenti del respiro (inspirazione, sospensione, espirazione, prolungati e delicati), e uno che li trascende, senza sforzo, non consapevole. Il Prāṇāyāma sta alla respirazione come l'āsana sta al corpo: si "immobilizza" la respirazione nel senso di renderla regolare e controllata, cioè non instabile come è nell'ordinarietà. È sottinteso in questo stadio il nesso fra respirazione e vita, fra respirazione e coscienza. Così Mircea Eliade:
(Eliade 2010, p. 65 e p. 66)
Il significato di prāṇāyāma va dunque oltre il semplice ritmare la respirazione. Patañjali usa infatti un termine specifico, prāṇa, generalmente tradotto con "forza, energia vitale", "respiro vitale", uno dei componenti del "corpo yogico" (o "corpo sottile"), quel corpo non fisico che lo yogin delle tradizioni tantriche immagina e ritiene quindi di avere coesistente col corpo grossolano. Nel corpo yogico il prāṇa svolge la funzione corrispondente a quella del respiro nel corpo fisico. Nella cultura vedica il prāṇa era il respiro dell'Uomo Cosmico, il Puruṣa. Dunque il prāṇāyāma non è soltanto la regolazione della respirazione, quanto piuttosto la gestione del prāṇa.
5. Pratyāhāra: ritrazione dei sensi dagli oggetti; astrazione dal mondo; isolamento sensoriale;
Pratyāhāra è il ritirarsi in sé stessi nel senso di distaccarsi dalla realtà esterna. Tale ritrazione non deve essere intesa come isolamento nel senso di porre una barriera fra sé e il mondo, ma come un cambiamento di stato nella percezione: si passa da uno stadio in cui le funzioni sensoriali sono dominate dai rispettivi oggetti dei sensi, a uno stadio in cui i sensi ne sono affrancati per permettere una conoscenza altra, quella che deriva dalla propria coscienza (citta);
6. Dhāraṇā: concentrazione;

La "concentrazione" è definita come «fissare la coscienza (citta) su qualcosa». Il termine deriva dalla radice dhr-: "tener stretto". Patañjali non specifica su cosa convenga fissare l'attenzione, egli usa il termine deśa: "punto", "regione", "posto, "parte";
7. Dhyāna: meditazione; contemplazione profonda;

Il passo successivo è quello della "contemplazione", o "meditazione": quietata la coscienza con l'esercizio della concentrazione, si giunge a uno stadio nel quale pur essendo vigile la consapevolezza, quest'ultima è ininterrotta, stabile e profonda. Il termine è spesso tradotto con "meditazione", ma non si tratta qui della meditazione comunemente intesa, né di una forma di rimuginazione interiore: il dhyāna è contraddistinto da uno stato di coerente lucidità;
8. Samādhi: congiunzione con l'oggetto della meditazione; assorbimento della coscienza nel sé; enstasi;
Patañjali così definisce il samādhi:
(Yoga Sūtra, III.3; citato in Iyengar 2010, p. 181)
Dunque nel samādhi la distinzione fra soggetto e oggetto si dissolve del tutto. Lo yogin recupera così uno stato primordiale della coscienza, antecedente alla differenziazione fra soggetto e oggetti della conoscenza, sperimentando una beatitudine e una libertà assolutamente piene, quali è possibile attribuire soltanto all'Essere Supremo.
Il filosofo distingue due momenti prima del compimento del percorso esposto:
- Samprajñāta samādhi: samādhi con sostegno; samādhi consapevole;

Il termine, samprajñāta vuol letteralmente significare "con oggetto della consapevolezza". Tale samādhi è caratterizzato da quattro componenti: assorbimento nel pensiero analitico (vitarka), assorbimento nel pensiero sintetico (vicāra), sperimentazione della beatitudine (ānanda), coscienza dell'unità con sé stesso (asmitā);
- Asamprajñāta samādhi: samādhi senza sostegno; samādhi non cosciente.

Il termine non è invero usato da Patañjali ma dai suoi commentatori: il filosofo lo definisce soltanto come un "andare verso la quiete" (virāma paratyaya), nel senso che le funzioni mentali, ancora attive nel samprajñāta samādhi, adesso sono in via di dissoluzione.
Quando anche queste funzioni hanno terminato di esercitare del tutto la loro influenza, si è nel:
- Nirbīja samādhi: samādhi senza seme;

Tale stadio è quello finale, il samādhi propriamente inteso, nel quale è abbandonata anche quella forma di percezione differente che lo yogin ha sperimentato precedentemente, iniziata col pratyāhāra e proseguita fino alle forme compiute di samādhi consapevoli, dette sabīja samādhi, cioè samādhi "con seme". Nel percorso verso il samādhi la coscienza (il citta) si è prima liberata dall'influsso degli oggetti dei sensi, quindi ha sperimentato una percezione via via più profonda e pura, ma comunque influenzata dalle funzioni mentali, sia consapevoli sia inconsapevoli, infine ha abbandonato anche questo influsso per sperimentare una nuova conoscenza; dissolta anche questa, la coscienza si è completamente liberata da tutto ciò che la rendeva preda di agitazioni.

## Raja Yoga e Haṭha Yoga
Spesso il Raja Yoga è contrapposto allo Haṭha Yoga, yoga descritto in testi molto più recenti e basato principalmente su prāṇāyāma (il controllo della respirazione) e āsana (l'esercizio delle posture). Se dunque quest'ultimo può considerarsi una disciplina fisica basata su un approccio dinamico, il Raja Yoga è allora una disciplina mentale, all'insegna della staticità. Nello stesso Haṭhayoga Pradīpikā l'autore, Svātmārāma, afferma che lo Haṭha Yoga è disciplina preparatoria a forme spirituali più elevate.